# گیتارنوازی آرشه‌ای

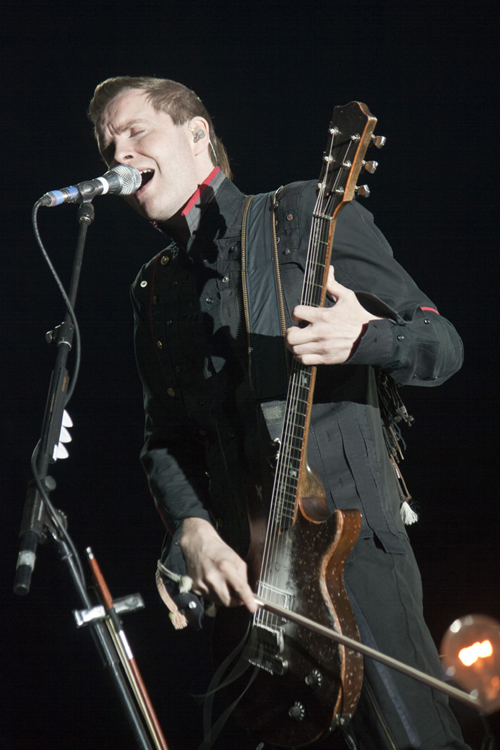
یون ثر بیرکیسن از گروه سگو رش درحال نواختن گیتار با آرشه در فستیوالی در مادرید، ۲۰۱۲

گیتارنوازی آرشه‌ای سبکی از گیتارنوازی است که در آن نوازنده از آرشه برای نواختن گیتار (الکتریک یا آکوستیک) استفاده می‌کند. کارهای جیمی پیج در گروه‌های دِ یاردبِردز و لد زپلین و نیز آثار یون ثر بیرکیسن در گروه سگو رش نمونه‌هایی از مشهورترین گیتارنوازی آرشه‌ای به‌شمار می‌آیند.